# Худашова, Елена Анатольевна
Елена Анатольевна Худашова (10 июля 1965, Хабаровск, РСФСР, СССР) — советская российская баскетболистка. Центровая. Рост — 195 см. Заслуженный мастер спорта СССР (1992).
Окончила Волгоградский ГИФК.

## Биография
В 1982—1988 годах — игрок «Динамо» (Новосибирск). В 1989—1992 — «Динамо» (Волгоград).
После Олимпиады в Барселоне играла (1992—1994) во французском «Шаль-лез-О Баскет», где в сезоне 1992/93 ее тренером был Вадим Капранов.
Затем выступала в итальянских клубах «Каффе Барбера» (Мессина) и «Вилла Пини» (Кьети).
Работала главным тренером женского БК «Мытищи-МГУЛ». В настоящее время живёт во Франции.

## Достижения
- Чемпионка ОИ 1992
- Бронзовый призёр ОИ 1988
- Серебряный призёр ЧМ 1998
- Чемпионка Европы 1987, 1989, 1991
- Серебряный призёр ЧЕ 2001
- Бронзовый призёр ЧЕ 1999
- Чемпионка СССР 1987, 1988
- Чемпионка Франции 1993